# Burgfried (Hallein)
Burgfried ist eine Ortschaft, eine Katastralgemeinde und ein Stadtteil von Hallein mit 3495 Einwohnern (Stand 1. Jänner 2024) im Bezirk Hallein im Salzburger Land in Österreich.

## Geografie

### Lage
Burgfried liegt östlich der Salzburg-Tiroler-Bahn unterhalb des Adneter Riedls.

### Nachbarstadtteile
|         | Gries   |               |
| Hallein | Kompass | Adneter Riedl |
| Gamp    |         |               |

## Geschichte und Infrastruktur

### Eingemeindung
Der Stadtteil wurde mit kaiserlicher Bewilligung vom 17. September 1895, ebenso wie die damalige Gemeinde Taxach in die Stadt Hallein eingemeindet.

### Grenzziehung
Der Bereich östlich der Salzach und westlich der Salzburg-Tiroler-Bahn, in dem unter anderem der Friedhof-Hallein-Burgfried, die Volksschule Hallein-Burgfried oder auch die Salzachtal Straße liegen, gehört offiziell nicht zum Stadtteil Burgfried. Die Stadt Hallein meldet diesen Bereich an die Statistik Austria unter Stadtteil Hallein und nicht unter Stadtteil Burgfried.

### Straßenanbindung
Die Salzachtalbundesstraße (B 159) führt von Anif nach Bischofshofen und durchquert somit Burgfried. Die Burgfriedunterführung erschließt die Wohnsiedlung an der Römerstraße im Osten der Bahngleise. Die Neumayrbrücke verbindet Burgfried mit Gamp. Über die Anschlussstelle Hallein kann die Tauern Autobahn A 10 erreicht werden.

### Haltestelle Hallein Burgfried
Von 1873 bis 1875 wurde hier die Salzburg-Tiroler-Bahn (frühere Giselabahn) erbaut. Eine Haltestelle wurde aber erst 2005 im Zuge des Ausbaus der S-Bahn Salzburg errichtet.  Die Haltestelle Hallein Burgfried (benannt nach der Ortschaft) wurde gebaut, um das Haltestellennetz der Schnellbahn im Tennengau zu verdichten. Die etwas schnelleren REX-Garnituren halten hier nicht.

### Landesklinik Hallein
Die Landesklinik Hallein (früher Krankenhaus Hallein) befindet sich nahe der Anschlussstelle Hallein der Tauern Autobahn A 10.

### Rehabilitationszentrum Hallein
Das Rehabilitationszentrum Hallein befindet sich direkt neben der Landesklinik Hallein und ist ein Stoffwechselkompetenzzentrum mit Schwerpunkt auf Insulinpumpentherapie. Der Betrieb wurde 2017 durch die SeneCura Gruppe von der Dr. Dr. Wagner Gruppe übernommen und wird unter der Marke OptimaMed geführt.

## Kultur und Sehenswürdigkeiten

Annahof

- Annahof